# Шехрет Феза Ханум

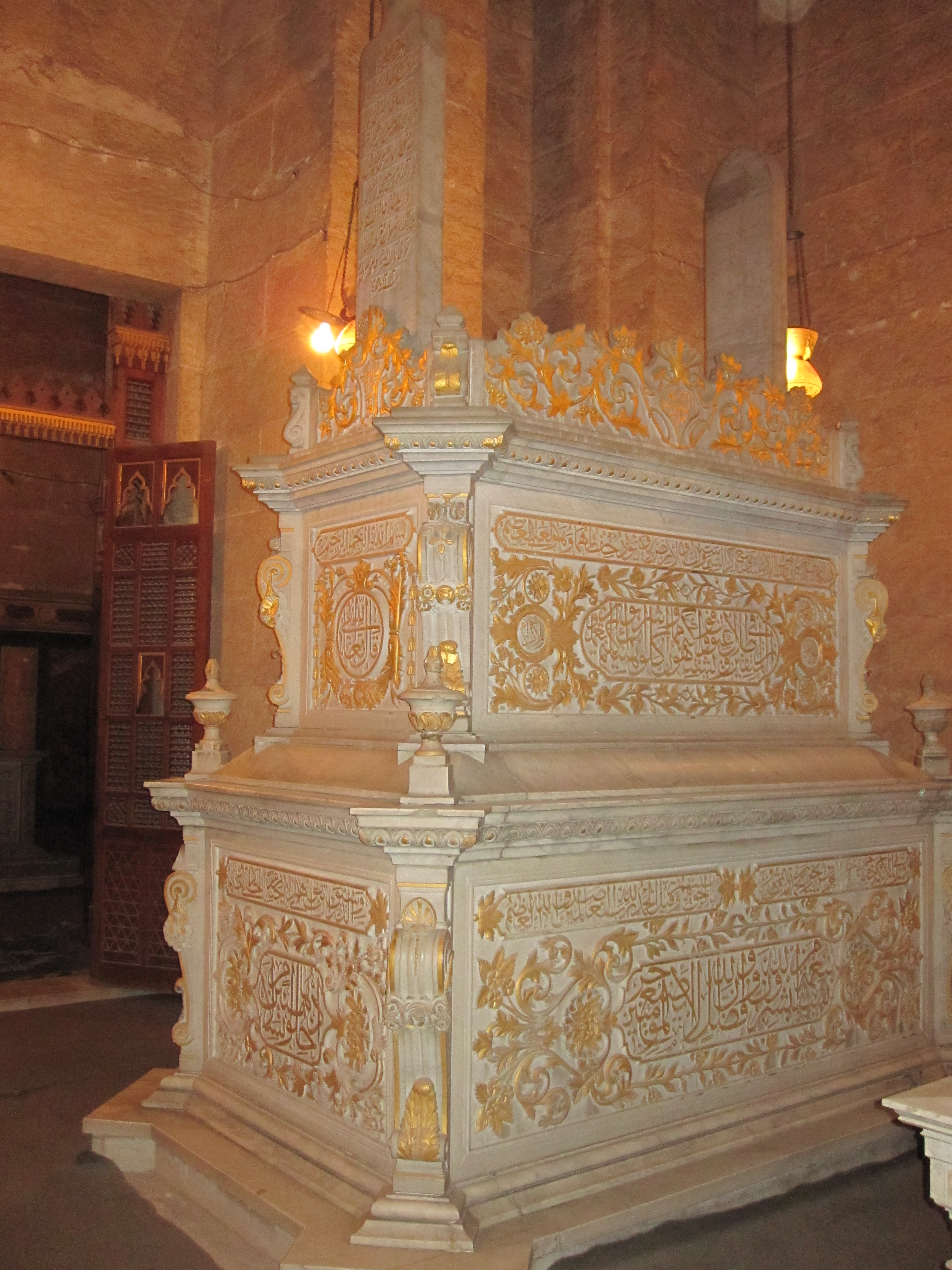
Гробница Шехрет Фезы Ханум в мавзолее при мечети ар-Рифаи в Каире

Шехрет Феза Ханум (араб. شهرت فزا هانم‎; тур. Şöhretfeza Hanım; осман. شهرت فزا خانم‎; ум. 1895) — супруга хедива Египта Исмаил-паши черкесского происхождения. Её имя можно перевести как «небесная слава».

## Замужество
Имевшая черкесское происхождение Шехрет Феза вышла замуж за Исмаил-пашу, получив статус его первой жены, ещё до того, как он стал пашой Египта в 1863 году и хедивом Египта в 1867 году. В 1850 она родила дочь — принцессу Таухиду Ханум, скончавшуюся в 1888 году, а в 1850 году — принцессу Фатиму Ханум, умершую в 1920 году. После прихода Исмаил-паши к власти в 1863 году ей был присвоен титул «первой принцессы», который она носила на протяжении всего периода его правления, вплоть до его низложения османским султаном Абдул-Хамидом II по наущению европейских держав в 1879 году. Шехрет Феза Ханум преимущественно носила традиционную османскую одежду с некоторым количеством деталей, свойственных западной моде. В Египте её называли Бююк Ханум или великой госпожой.
После смерти Джамаль Нур Кадын, ещё одной супруги Исмаил-паши, в 1876 году её сын, принц Али Джамаль-паша, был куплен и воспитан Шехрет Фезой Ханым, к которой он никогда не испытывал ничего, кроме мягкой и нежной благодарности.

## Смерть
Шехрет Феза Ханым умерла в 1895 году и была похоронена в мавзолее при мечети ар-Рифаи, построенной по приказу Хошьяр Кадын, матери её супруга.